# Grand Hustle Records
Grand Hustle Records – wytwórnia płytowa założona w 2003 przez amerykańskiego rapera T.I. i Jasona Getera w Atlancie. Powiązana z Atlantic Records.
W wytwórni wydają między innymi T.I., Big Kuntry King, B.o.B, Trae, Chipmunk czy 8Ball & MJG.